# Ranunculus acriformis
Ranunculus acriformis ist eine Pflanzenart aus der Gattung Hahnenfuß (Ranunculus) in der Familie der Hahnenfußgewächse.

## Beschreibung

### Vegetative Merkmale
Ranunculus acriformis ist eine ausdauernde krautige Pflanze, die Wuchshöhen 35 bis 60 Zentimetern erreicht. Die Wurzeln sind nie knotig; sie können manchmal verdickt und mehr oder weniger fleischig sein. Die Stängel sind aufrecht, borstig oder striegelhaarig, nicht an den Nodien wurzelnd und am Grund nicht knollig.
Die Blattspreite der Grundblätter ist bei einer Länge von 2,2 bis 6 Zentimetern, sowie einer Breite von 2,5 bis 7,7, selten bis 10 Zentimetern breit-eiförmig bis herzförmig, ihr Umriss kann gelegentlich auch nierenförmig sein. Sie sind groß und tief dreiteilig oder manchmal auch dreifiedrig. Das letzte Blattsegment ist linealisch bis breit linealisch. Der Blattrand ist ganzrandig, das Blattende spitz oder abgerundet-spitz.

### Generative Merkmale
Die zwittrige Blüte ist radiärsymmetrisch und fünfzählig. Der Blütenboden ist kahl. Die Kelchblätter sind 4 bis 6 Millimeter lang sowie 2 bis 4 Millimeter breit, ausgebreitet oder unterschiedlich stark zurückgebogen und angedrückt behaart. Die meist fünf, selten bis zu zehn Kronblätter sind 7 bis 13 × 4 bis 10 Millimeter groß und gelb.
Die Köpfe der Achänen sind bei einer Länge von 5 bis 8 Millimetern sowie einem Durchmesser von 6 bis 8, selten bis zu 10 Millimetern kugel- oder halbkugelförmig. Die Achänen sind 2,2 bis 3,4 × 2 bis 3 Millimeter groß und kahl, Rand bildet eine schmale, 0,1 bis 0,2 Millimeter breite Rippe. Der Schnabel ist 0,4 bis 1,6 Millimeter lang, bleibend, lanzettlich und stark gebogen.

## Verbreitung
Ranunculus acriformis kommt im westlichen Nordamerika vor.

## Systematik
Die Erstbeschreibung von Ranunculus acriformis erfolgte 1886 durch Asa Gray in Proceedings of the American Academy of Arts and Sciences, Volume 21, S. 374.
In der Flora of North America 1997 sind drei Varietäten verzeichnet:
- Ranunculus acriformis A.Gray var. acriformis

Die Stängel sind striegelhaarig. Der Blütenboden ist kugelförmig oder zylindrisch. Die Kelchblätter sind von der Basis an ausgebreitet oder zurückgebogen und stark angedrückt behaart. Die Kronblätter sind 7 bis 9 Millimeter groß. Der Schnabel ist 1 bis 1,2 Millimeter lang. Die Chromosomenzahl beträgt 2n = 28. Die Blütezeit reicht von Mai bis Juli. Diese Varietät kommt im Südosten von Wyoming und Norden von Colorado vor. Sie wächst auf feuchtem Grünland in Höhenlagen von 1800 bis 2800 Meter.
- Ranunculus acriformis var. aestivalis L.D. Benson

Die Stängel sind rauhaarig. Der Blütenboden ist verkehrtbirnenförmig bis zylindrisch. Die Kelchblätter sind ungefähr 2 Millimeter über der Basis zurückgebogen und durch die ausgebreiteten Haare flaumig. Die Kronblätter sind 8 bis 11 Millimeter groß. Der Schnabel ist 0,4 bis 1 Millimeter lang. Die Blütezeit reicht von Juli bis September. Diese Varietät ist nur von zwei Fundorten in Utah bekannt. Sie wächst auf Grünland in Höhenlagen von 2100 bis 2900 Metern.
- Ranunculus acriformis var. montanensis (Rydberg) L.D.Benson

Die Stängel sind rauhaarig. Der Blütenboden ist kugel- bis halbkugelförmig. Die Kelchblätter sind 1 bis 3 Millimeter über der Basis zurückgebogen und durch die ausgebreiteten Haare flaumig. Die Kronblätter sind 7 bis 13 Millimeter groß. Der Schnabel ist 1,2 bis 1,6 Millimeter lang. Die Blütezeit reicht von Mai bis August. Diese Varietät kommt im Südwesten von Wyoming, im Westen von Montana, in Idaho und Utah vor. Sie wächst in feuchtem Grünland in Höhenlagen von 1500 bis 2400 Metern.

## Belege
Alan T. Whittemore: Ranunculus Linnaeus. In: Flora of North America Editorial Committee (Hrsg.): Flora of North America North of Mexico. Volume 3: Magnoliophyta: Magnoliidae and Hamamelidae. Oxford University Press, New York und Oxford, 1997, ISBN 0-19-511246-6. Ranunculus acriformis. - textgleich online wie gedrucktes Werk.